# ريتشارد لانتيرن
ريتشارد لانتيرن (بالإنجليزية: Richard Lintern)‏ هو ممثل بريطاني، ولد في 8 أكتوبر 1962 في المملكة المتحدة.

## أعمال

### أفلام
- (2005) سريانا[5]
- (2007) حلم كاسندرا[6]
- (2008) المهمة المصرفية[7]

## وصلات خارجية
- ريتشارد لانتيرن على موقع IMDb (الإنجليزية)
- ريتشارد لانتيرن على موقع قاعدة بيانات الفيلم (الإنجليزية)